# Juan Pablo Dotti
Juan Pablo Dotti (San Carlos de Bolívar, 24 de junio de 1984) es un ciclista profesional argentino.
Comenzó en el año 1998, triunfando en Torneos Juveniles Bonaerenses. Luego en 1999 logró el Campeonato Argentino de Pista, más tarde vendrían varios podios en diversos eventos nacionales, hasta representar a la Selección Argentina en los Campeonatos Panamericanos de 2002 en República Dominicana.
Llegó a la ciudad de San Juan a formarse como ciclista de ruta y ganó en 2004 la primera etapa de la Vuelta a Mendoza y transitó como malla líder por algunas etapas.
Más tarde, en 2005, vendría el primer Campeonato Nacional en Sub-23 en la especialidad Contrarreloj Individual y también en ese año ganó en pista él título en la especialidad Scrach.
En el año 2006, dejó San Juan  para llegar a Europa, más precisamente a Italia integrándose al equipo Bianchi, donde llegó al triunfo en “ IL giro delle Valli Monregalesi”. En 2007, inició su actividad profesional en el equipo CINELLI ENDEKA OPD.

## Dopaje Positivo
En el año 2023 El argentino Juan Pablo Dotti fue notificado por un analítico adverso con EPO CERA en un control realizado en el reciente Mundial de Glasgow de dicho año.
La Unión Ciclista Internacional (UCI) comunicó que el ciclista bonaerense Juan Pablo Dotti, quien desde hace años compite en San Juan, dio positivo en el control antidopaje realizado en agosto pasado durante el Campeonato Mundial de Ciclismo de Ruta en Glasgow 2023 representando a la Selección Argentina.
La sustancia encontrada en Dotti es Methoxy Polyethylene Glycol-Epoetin beta (CERA) que es una eritropoyetina que estimula la producción de glóbulos rojos y aumenta el nivel de hemoglobina en sangre. Es una droga sintética de las más viejas que existen en el ciclismo.

## Palmarés
2004
- 1 etapa de la Vuelta a Mendoza

2005
- Campeonato de Argentina Contrarreloj sub-23

2007
- 1 etapa de la Vuelta a San Juan
- 1 etapa de la Vuelta a Navarra
- 2 etapas de la Vuelta a Venezuela

2008
- 1 etapa de la Vuelta a San Juan
- 1 etapa del Clásico Ciclístico Banfoandes

2009
- 1 etapa de la Vuelta Ciclista del Uruguay

2010
- Doble Calingasta, más 1 etapa
- Vuelta a San Juan, más 1 etapa

2011
- 1 etapa de la Vuelta a San Juan

2012
- Giro del Sol San Juan, más 1 etapa
- Vuelta a San Juan, más 2 etapas
- Vuelta a Mendoza, más 1 etapa

2013
- 1 etapa del Giro del Sol San Juan

2016
- 1 etapa de la Doble Bragado
- Vuelta a Mendoza, más 2 etapas

2017
- Vuelta a Mendoza, más 4 etapas

2018
- 1 etapa de la Vuelta Ciclista del Uruguay

2019
- Vuelta a Mendoza, más 2 etapas
- Campeonato de Argentina Contrarreloj

2020
- Vuelta a Mendoza, más 5 etapas

2022
- 2.º en el Campeonato de Argentina Contrarreloj

2023
- 1 etapa de la Vuelta del Porvenir San Luis